# Дульцев, Александр Семёнович
Александр Семёнович Дульцев (10 сентября 1921, д. Ялым, Ачитская волость, Красноуфимский уезд, Екатеринбургская губерния, РСФСР — 25 марта 1975, д. Ялым, Ачитский район, Свердловская область, РСФСР, СССР) — разведчик взвода пешей разведки 1212-го стрелкового полка 364-й стрелковой дивизии 8-й армии Волховского фронта, рядовой; командир отделения 159-го отдельного моторизированного понтонно-мостового батальона 20-й мото-инженерной бригады 23-й армии Ленинградского фронта, старший сержант; командир отделения 159-го отдельного моторизированного понтонно-мостового батальона 4-й гвардейской танковой армии 1-го Украинского фронта.

## Биография
Родился 10 сентября 1921 года в деревне Ялым Ачитской волости Красноуфимского уезда (ныне — Ачитский городской округ Свердловской области) в семье крестьянина. Русский. Образование неполное среднее. Работал в колхозе.
В Красной Армии с октября 1941 года. Участник Великой Отечественной войны с февраля 1942 года. Сражался на Волховском, Западном, Ленинградском, 2-м и 3-м Прибалтийских, 1-м Украинском фронтах. Был четырежды ранен и контужен.
Разведчик взвода пешей разведки 1212-го стрелкового полка рядовой Александр Дульцев 19 января 1944 года в бою западнее деревни Вороново Мгинского района Ленинградской области подорвал дзот, пулемёт, уничтожил около десяти солдат и взял одного в плен. Приказом от 19 января 1944 года «за образцовое выполнение заданий командования в боях с немецко-фашистскими захватчиками» красноармеец Дульцев Александр Семёнович награждён орденом Славы 3-й степени.
Командир отделения 159-го отдельного моторизированного понтонно-мостового батальона старший сержант Александр Дульцев 7 июля 1944 года с подчинёнными осуществил разведку пунктов переправы через реку Вуокса близ деревни Харьюла и провёл к ним машины понтонного парка, обеспечивая успешное форсирование реки. Ходил в тыл врага в составе разведывательной группы, захватившей троих «языков». Приказом от 19 июля 1944 года «за образцовое выполнение заданий командования в боях с немецко-фашистскими захватчиками» старший сержант Дульцев Александр Семёнович награждён орденом Славы 2-й степени.
Воюя в составе того же батальона, 17 марта 1945 года в сложной обстановке произвёл инженерную разведку реки Нейсе в трёх пунктах, в результате чего мост у населённого пункта Ейтриц, 25-30 километров восточнее города Шпремберг, был наведён раньше установленного времени и по нему досрочно переправлены танковые подразделения. Указом Президиума Верховного Совета СССР от 27 июня 1945 года «за образцовое выполнение заданий командования в боях с немецко-фашистскими захватчиками» старший сержант Дульцев Александр Семёнович награждён орденом Славы 1-й степени, став полным кавалером ордена Славы.
Также награждён орденами Красной Звезды (06.11.1944), медалями, в том числе «За отвагу» (07.03.1944).
В ноябре 1945 года демобилизован из рядов Красной Армии. Жил и работал в городе Красноуфимск Свердловской области, затем в селе Ялым. Работал механизатором в совхозе «Заря» Ачитского района Свердловской области.
Скончался 29 апреля 1975 года. Похоронен на кладбище села Ялым.